# بريوم جنوبي
بريوم جنوبي (الاسم العلمي:Bryum australe) هي نوع من النباتات يتبع جنس البريوم من الفصيلة البريوية.